# Coupe du Tadjikistan de football 2024
Navigation
Tajikistan Cup 2023 Tajikistan Cup 2025
La Coupe du Tadjikistan de football 2024 connu sous le nom de « 1XBet Çomi Toçikiston », est la 33e édition de la Coupe du Tadjikistan de football organisé par la Fédération du Tadjikistan de football (TFF).
Le vainqueur participera à la Ligue des champions 2 2025-2026.

## Participants
La compétition est décomposé en deux phases, une première phase à élimination directe sur un seul match pour désigné les équipes participants aux huitièmes de finale puis une phase en match aller-retour entre les huitièmes de finale et les demi-finales puis une finale qui se joue sur un seul match. Les équipes participant à cette compétition sont :
- les douze équipes de Ligai Olii Tojikiston 2024 qui rentre directement en huitième de finale ;
- les treize équipes de Ligai Yakumi Tojikiston 2024 qui passe par des éliminatoires pour envoyer quatre clubs en huitième.

## Calendrier
Le calendrier de la compétition est le suivant :
| Phase          | Tour         | Match simple       | Match simple    |
| -------------- | ------------ | ------------------ | --------------- |
| Première phase | Tour 1       | 10 mai 2024        | 10 mai 2024     |
| Première phase | Tour 2       | 22 mai 2024        | 22 mai 2024     |
| Première phase | Tour 3       | 29 mai 2024        | 29 mai 2024     |
| Phase          | Tour         | Match Aller        | Match Retour    |
| Phase finale   | Huitièmes    | 27-29 juillet 2024 | 2-4 août 2024   |
| Phase finale   | Quarts       | 23-25 août 2024    | 29-31 août 2024 |
| Phase finale   | Demi-finales | 24 septembre 2024  | 10 octobre 2024 |
| Phase finale   | Finale       | 20 octobre 2024    | 20 octobre 2024 |

## Première Phase

### Premier Tour
| Équipe    | Score | Équipe       |
| --------- | ----- | ------------ |
| FC Hulbuk | 4 - 0 | FC Sarhadchi |

### Deuxième Tour
| Équipe    | Score             | Équipe      |
| --------- | ----------------- | ----------- |
| FC Sardor | 2 - 2 Tab : 6 - 5 | FC Mokhir   |
| FC Yokut  | 0 - 4             | FK Fayzkand |

### Troisième Tour
| Équipe    | Score | Équipe      |
| --------- | ----- | ----------- |
| FC Hulbuk | 3 - 5 | FK Fayzkand |

## Phase finale

### Huitièmes de finale
| Équipe             | Aller | Total  | Retour | Équipe                 |
| ------------------ | ----- | ------ | ------ | ---------------------- |
| Dinamo Douchanbé   | 1 - 3 | 2 - 7  | 1 - 4  | FK Istaravshan         |
| Kuktosh Rudaki     | 0 - 3 | 1 - 4  | 1 - 1  | Vakhsh Qurghonteppa    |
| Barkchi Hisor      | 2 - 3 | 2 - 5  | 0 - 2  | Regar-TadAZ Tursunzoda |
| FK Fayzkand        | 1 - 3 | 1 - 13 | 0 - 10 | FK Khodjent            |
| FC Panjshir        | 0 - 6 | 0 - 8  | 0 - 2  | Ravshan Kulob          |
| Istiqlol Douchanbé | 6 - 1 | 14 - 3 | 8 - 2  | FK Esxata Xuçand       |
| Hosilot Farxor     | 0 - 1 | 0 - 3  | 0 - 2  | CSKA-Pamir Douchanbé   |
| FC Sardor          | 1 - 1 | 1 - 5  | 0 - 4  | FC Shodmon Ghissar     |

### Quarts de finale
| Équipe               | Aller | Total | Retour | Équipe                 |
| -------------------- | ----- | ----- | ------ | ---------------------- |
| FC Shodmon Ghissar   | 0 - 1 | 2 - 6 | 2 - 5  | Regar-TadAZ Tursunzoda |
| Vakhsh Qurghonteppa  | 1 - 1 | 2 - 3 | 1 - 2  | FK Khodjent            |
| CSKA-Pamir Douchanbé | 0 - 1 | 0 - 1 | 0 - 0  | Ravshan Kulob          |
| Istiqlol Douchanbé   | 2 - 1 | 2 - 1 | 0 - 0  | FK Istaravshan         |

### Demi-finales
| Équipe             | Aller | Total | Retour | Équipe                 |
| ------------------ | ----- | ----- | ------ | ---------------------- |
| FK Khodjent        | 1 - 1 | 2 - 1 | 1 - 0  | Ravshan Kulob          |
| Istiqlol Douchanbé | 0 - 2 | 1 - 2 | 1 - 0  | Regar-TadAZ Tursunzoda |

### Finale
| Équipe                 | Score | Équipe      |
| ---------------------- | ----- | ----------- |
| Regar-TadAZ Tursunzoda | 2 - 1 | FK Khodjent |